# Mount Little (Mac-Robertson-Land)
Mount Little ist ein Berg im ostantarktischen Mac-Robertson-Land. In der Porthos Range der Prince Charles Mountains ragt er unmittelbar nördlich des Mount Mervyn auf.
Luftaufnahmen der Australian National Antarctic Research Expeditions aus dem Jahr 1965 dienten seiner Kartierung. Das Antarctic Names Committee of Australia benannte ihn nach Sydney George Little (* 1935), Elektriker auf der Mawson-Station im Jahr 1967 und technischer Assistent auf der Casey-Station im Jahr 1969.